# Roy Landers
Roy Landers (Oss, 13 januari 1987) is een Nederlandse middenvelder die als middenvelder speelt.
Landers komt uit de jeugd van TOP Oss en maakte zijn debuut in het betaalde voetbal namens TOP Oss op 22 december 2006 tegen MVV. 

## Carrière
| Seizoen | Club    | Wedstrijden | Doelpunten | Competitie     |
| ------- | ------- | ----------- | ---------- | -------------- |
| 2006/07 | TOP Oss | 1           | 0          | Eerste divisie |
| 2007/08 | TOP Oss | 2           | 0          | Eerste divisie |
| 2008/09 | TOP Oss | 20          | 0          | Eerste divisie |
| Totaal  |         | 23          | 0          |                |